# María Fernanda Silva

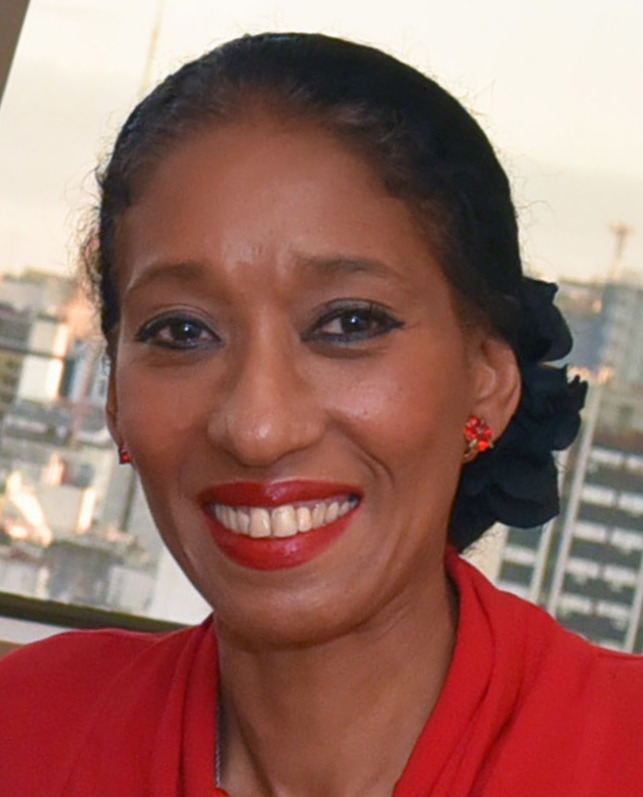
María Fernanda Silva 2020

María Fernanda Silva  (* 20. Dezember 1965) ist eine argentinische Diplomatin und war von 2020 bis 2023 Botschafterin des Landes beim Heiligen Stuhl. Sie ist die erste afrostämmige Argentinierin, die in den diplomatischen Dienst Argentiniens aufgenommen wurde und die das südamerikanische Land von 2020 bis Anfang 2024 als Botschafterin vertrat.

## Werdegang
Silva ist die Tochter einer auf den Kapverden geborenen Mutter und eines argentinischen Vaters. An der Pontificia Universidad Católica Argentina erlangte sie einen Hochschulabschluss in Politikwissenschaft mit dem Schwerpunkt Internationale Beziehungen. 1993 wurde sie Mitglied des ständigen Dienstes des Instituts für Auswärtigen Dienst der Argentinischen Nation (Instituto del Servicio Exterior de la Nación Argentina, ISEN). Sie arbeitete unter anderem im Büro des Internationalen Schiedsgerichts Argentinien/Chile zur Schlichtung des Konflikts um die Laguna del Desierto und in der argentinischen Botschaft in Santiago de Chile. Weitere Stationen waren die Botschaften in Venezuela und Ecuador, wo sie ihr Land auch im südamerikanischen Staatenbund Unasur vertrat. Außerdem nahm sie auch als Bevollmächtigte (Ministre plénipotentiaire) an Sitzungen der Ernährungs- und Landwirtschaftsorganisation der Vereinten Nationen (FAO) und des Welternährungsprogramms der Vereinten Nationen (WFP) teil.

## Ernennung zur Botschafterin am Heiligen Stuhl
Bereits während der zweiten Amtszeit von Cristina Kirchner war Silva im Vatikan als stellvertretende Botschaftsangestellte unter Eduardo Valdés tätig, bis dieser 2015 vom Präsidenten Mauricio Macri abberufen wurde. Allerdings war sie trotzdem nicht die erste Wahl für den neu zu besetzenden Botschafterposten. Ursprünglich sollte der Diplomat Luis Bellando Argentinien beim Heiligen Stuhl vertreten. Seine Ernennung wurde jedoch vom Vatikan abgelehnt, da seine erste Ehe nur zivil geschlossen und später geschieden worden war. Auch die Katholikin Silva hat eine Ehe hinter sich, aus der auch eine Tochter hervorgegangen war. Allerdings wurde diese nach kanonischem Recht für ungültig erklärt, als ihr Ehemann sich entschied, Priester zu werden. Dieser Prozess wurde durch Papst Franziskus, der damals noch Erzbischof in Buenos Aires war, begleitet, dem damit die neue Botschafterin schon persönlich bekannt war.
Für Silvas Ernennung sprach zum einen die Selbstverpflichtung der damaligen linken Regierung, Geschlechterparität zu erlangen. Zum anderen dürfte auch ihr Engagement für die ärmere Bevölkerung und die Rechte von Migranten eine Rolle gespielt haben, da diese Bereiche auch dem Papst sehr am Herzen liegen.
Bis zu ihrer überraschenden Ernennung galt es als sicher, dass Silva die Leitung der neu geschaffenen Direktion für Frauen- und Geschlechterfragen (Dirección de la Mujer y Asuntos de Género) innerhalb des Außenministeriums übernehmen würde.
Nach der Übernahme der Regierung durch das Kabinett Milei gab die neue Außenministerin Diana Mondino am 14. Dezember 2023 die Abberufung einer Reihe von Diplomaten bekannt, darunter auch María Fernanda Silva. Da es sich bei ihr um keine politische, sondern um eine Berufsdiplomatin handelte, wurde angenommen, dass sie noch länger auf ihrem Posten in Rom bleiben könnte. Eine Quelle aus dem Regierungspalast gab als Grund für die Abberufung an, dass sie mehr eine Botschafterin des Papstes als Argentiniens gewesen sei. Silva kehrte am 6. Februar 2024 nach Argentinien zurück. Als ihr  Nachfolger wurde am 10. April 2024 Luis Pablo Beltramino offiziell bekannt gegeben.